# Pézsmacincér
A pézsmacincér (Aromia moschata) a rovarok (Insecta) osztályába, a bogarak (Coleoptera) rendjébe és a cincérfélék (Cerambycidae) családjába tartozó faj.

## Elterjedése, élőhelye
A magyarországi cincérek egyik legszebb faja. Az ártéri füzesekben elterjedt, de feltűnő volta miatt védelemre érdemes.

## Alfajai
- Aromia moschata ambrosiaca
- Aromia moschata cruenta
- Aromia moschata moschata
- Aromia moschata vetusta

## Megjelenése
A pézsmacincér 1,3-5 centiméter hosszú. A bogár többnyire fémes zöld, ritkábban kékes árnyalatú. Több színváltozata is előfordul, közülük az ibolyás-bronzos vagy a feketés a ritkábbak közé tartozik. Szárnyfedőin finom hosszanti bordázat látható. A bogár sajátos, fanyar illatot áraszt, innen kapta a nevét. Előtorának oldalán éles tüske van, a csápokon hosszanti élek húzódnak.

## Életmódja
Szinte kizárólag öreg fűzfákon lehet megfigyelni, a bogár szivárgó fanedvekkel táplálkozik. Teljes fejlődése a fűzfákhoz kötött, miután lárvái is ezek törzsében élnek. A bábozódás rendszerint szintén a fűzfák törzsében történik. A lárvák csak kivételesen fejlődnek nyárfák vagy égerfák törzsében. Ugyancsak előfordul cseresznyefák kérgei alatt, forró napokon rejtőzködik. Este aktív, a fényforrások előcsalogatják. 
A bogarat júniustól augusztus végéig láthatjuk.
|  |  |